# Turó del Mas
El Turó del Mas és una muntanya de 1.020 metres que es troba entre els municipis del Brull, a la comarca d'Osona i de Tagamanent, a la comarca del Vallès Oriental.